# Pressione di prova ammissibile
La pressione di prova ammissibile in idraulica è la pressione idrostatica massima che può sopportare un nuovo componente idraulico (tubo, valvola) installato per un periodo relativamente breve (tempo di prova) per assicurare l'integrità e la tenuta delle tubazioni - UNI EN 1074-1 - UNI EN 805
Solitamente il termine è abbreviato con PEA (da Pression d'Epreuve Admissible)